# Bulgheria
Bulgheria je izolovaný vrchol v italském kraji Kampánie, vysoký 1225 m n. m. Nachází se v národním parku Cilento, Vallo di Diano a Alburni nedaleko městečka Celle di Bulgheria. Hora je tvořena vápencem z období jury a nacházejí se zde četné fosilie. Na svazích roste vstavač italský, serapie nachová, levandule lékařská, chřest pichlavý a další rostliny.
Název hory je odvozen od Protobulharů, kteří se v tomto kraji usadili v období stěhování národů. Místní legenda přirovnává horu pro její tvar ke spící lvici, která chrání celé okolí. Vrchol hory nabízí daleké výhledy do přímořského regionu Cilento a na záliv Policastro. Ve vesnici Bosco se nachází pomník věnovaný hoře, který vytvořil španělský emigrant José Ortega.